# Мак-Мак, Сергей Олегович
Сергей Олегович Мак-Мак (укр. Сергій Олегович Мак-Мак; 20 июня 2001, Мариуполь, Украина) — украинский пауэрлифтер. Неоднократный чемпион Украины, Европы, мира в федерациях УБФП, WDFPF, ErWPA, WPC-UKR, победитель многих международных турниров. Обладатель нескольких рекордов Украины, Европы, мира. Мастер спорта международного класса.

## Биография
Сергей Олегович Мак-Мак родился 20 июня 2001 года в городе Мариуполе Донецкой области. Отец — Олег Сергеевич Мак-Мак, Мать — Лариса Александровна.
Выпускник 2017 года гимназии с структурным Подразделением начальной школы № 38 Мариупольского городского совета Донецкой области.

## Спортивная карьера
До занятий пауэрлифтингом Сергей занимался плаванием. Силовым троеборьем начал заниматься в 15 лет. Тренер — Василий Голивец.
Впервые на помост вышел 2 апреля 2016 года в Черкассах заняв первые места сразу в нескольких упражнениях.

## Результаты выступлений
| Год  | Соревнование                                  | Место проведения    | Весовая категория | Место |
| ---- | --------------------------------------------- | ------------------- | ----------------- | ----- |
| 2016 | 8-й чемпионат Украины в отдельных упражнениях | Черкассы (Украина)  | 52 кг             | 1     |
| 2016 | 9-й чемпионат Украины по пауэрлифтингу        | Обухов (Украина)    | 56 кг             | 1     |
| 2016 | 8-й Кубок Украины по жиму                     | Обухов (Украина)    | 56 кг             | 1     |
| 2017 | 9-й чемпионат Украины в отдельных упражнениях | Мариуполь (Украина) | 60 кг             | 1     |
| 2017 | Чемпионат Европы в отдельных упражнениях      | Черкассы (Украина)  | 60 кг             | 1     |
| 2018 | 28-й чемпионат мира                           | Луцк (Украина)      | 60 кг             | 1     |
| 2018 | Кубок Украины                                 | Кривой Рог          | 60 кг             | 1     |